# Cuitzabtzén
Cuitzabtzén är en ort i Mexiko.   Den ligger i kommunen Tanlajás och delstaten San Luis Potosí, i den centrala delen av landet, 250 km norr om huvudstaden Mexico City. Cuitzabtzén ligger 82 meter över havet och antalet invånare är 214.
Terrängen runt Cuitzabtzén är platt åt nordväst, men åt sydost är den kuperad. Runt Cuitzabtzén är det ganska tätbefolkat, med 111 invånare per kvadratkilometer. Närmaste större samhälle är Tampate, 14,9 km sydväst om Cuitzabtzén. I omgivningarna runt Cuitzabtzén växer huvudsakligen savannskog.